# 気分変動

双極性障害は通常、躁と抑うつという極度の気分変動によって特徴付けられる

気分変動（Mood swing）とは、気分が極端もしくは急に変化することである。気分変動は、問題解決への邁進と、柔軟で前向きな計画の作成という点でプラスである。その一方で、気分変動が強烈で破壊的である場合、それは双極性障害の中核症状である

## 原因

### 気分変動を引き起こすと知られているもの
- ステロイド乱用
- ADHD
- 自閉症または広汎性発達障害
- 双極性障害または気分循環
- 境界性人格障害
- 認知症（アルツハイマー病、パーキンソン病、ハンチントン病を含む）
- てんかん
- 甲状腺機能低下症または甲状腺機能亢進症
- 間欠性爆発障害
- 大うつ病
- PTSD
- 妊娠
- 月経前症候群
- 分裂感情感情障害
- 統合失調症
- 季節性情動障害
- XXYY症候群

## 治療
認知行動療法によれば、感情の緩衝材（emotional dampeners）を取り入れ、躁うつまたは抑うつへの気分変動の自己強化パターンサイクルを破ることを推奨している。運動し、休養し、小さな（そして容易に達成可能な）勝利を探し、テレビを見たり読んだりするような代償を使うことは、抑うつへの変動を打破するために、人々が日常的に使用している技術なのである。
自分の心が誇大性からダウンするとき、または羞恥からアップするときを知ることは、自己の気分を管理し、自尊感情を変化させるための、積極的手段のひとつである。